# Bosc de Fornots
El Bosc de Fornots és un bosc situat a cavall dels termes municipals de Sant Quirze Safaja, de la comarca del Moianès, i de Sant Feliu de Codines, aquest darrer plenament de la comarca vallesana.
Està situat a l'extrem sud-oest del terme, en el vessant nord del Turó del Pigròs, a ponent de l'extrem meridional de la urbanització de les Clotes.